# Lista de deputados estaduais de Pernambuco da 6.ª legislatura
Esta é a lista de deputados estaduais de Pernambuco para a legislatura 1967–1971.

## Composição das bancadas
| Partido | Líder         | Bancada | Posição  |
| ------- | ------------- | ------- | -------- |
| ARENA   | Marco Maciel  | 51 / 65 | Governo  |
| MDB     | Fernando Lyra | 14 / 65 | Oposição |

## Deputados Estaduais
Na disputa pelas 65 vagas da Assembleia Legislativa de Pernambuco a ARENA conquistou 51 cadeiras e o MDB 14 cadeiras.
| Deputados estaduais eleitos      | Partido | Votação | Percentual | Cidade onde nasceu     | Unidade federativa |
| Antônio Farias                   | ARENA   | 12.542  | 1,77%      | Surubim                | Pernambuco         |
| Lael Sampaio                     | ARENA   | 11.399  | 1,62%      | Catende                | Pernambuco         |
| Olímpio de Souza Ferraz          | ARENA   | 11.008  | 1,55%      | Dormentes              | Pernambuco         |
| José Marques da Silva            | ARENA   | 10.974  | 1,55%      | Arapiraca              | Alagoas            |
| Osvaldo Rabelo                   | ARENA   | 10.933  | 1,54%      | Goiana                 | Pernambuco         |
| Aracy Nejaim                     | ARENA   | 10.766  | 1,52%      | Recife                 | Pernambuco         |
| Ênio Guerra                      | ARENA   | 10.134  | 1,43%      | Bom Jardim             | Pernambuco         |
| Afrânio Godoy                    | ARENA   | 9.861   | 1,39%      | Serra Talhada          | Pernambuco         |
| Fábio Corrêa de Oliveira Andrade | ARENA   | 9.687   | 1,37%      | Escada                 | Pernambuco         |
| Marco Maciel                     | ARENA   | 8.271   | 1,17%      | Recife                 | Pernambuco         |
| Paulo Rodolfo de Rangel Moreira  | ARENA   | 8.213   | 1,16%      | Águas Belas            | Pernambuco         |
| Edson Lustosa Cantarelli         | ARENA   | 8.202   | 1,16%      | Floresta               | Pernambuco         |
| Audomar Ferraz                   | ARENA   | 8.131   | 1,15%      | Floresta               | Pernambuco         |
| Felipe Coelho                    | ARENA   | 7.944   | 1,12%      | Ouricuri               | Pernambuco         |
| Antônio Corrêa de Oliveira       | ARENA   | 7.937   | 1,12%      | Goiana                 | Pernambuco         |
| Airon Rios                       | ARENA   | 7.838   | 1,11%      | Recife                 | Pernambuco         |
| Gonzaga Vasconcelos              | ARENA   | 7.411   | 1,05%      | Surubim                | Pernambuco         |
| Sílvio Pessoa                    | ARENA   | 7.327   | 1,03%      | Recife                 | Pernambuco         |
| Argemiro Menezes                 | ARENA   | 7.308   | 1,03%      | Serra Talhada          | Pernambuco         |
| Joaquim Coutinho                 | ARENA   | 7.256   | 1,02%      | Nazaré da Mata         | Pernambuco         |
| Francisco Perazzo                | ARENA   | 7.213   | 1,02%      | Tuparetama             | Pernambuco         |
| Luis Lócio de Miranda            | ARENA   | 6.729   | 0,95%      | Jardim                 | Ceará              |
| Inácio Valadares                 | ARENA   | 6.700   | 0,95%      | São José do Egito      | Pernambuco         |
| Antônio Cavalcanti               | ARENA   | 6.674   | 0,94%      | Nazaré da Mata         | Pernambuco         |
| Ivo Queiroz                      | ARENA   | 6.646   | 0,94%      | Vitória de Santo Antão | Pernambuco         |
| João Teobaldo de Azevedo         | ARENA   | 6.508   | 0,92%      | Carpina                | Pernambuco         |
| Newton Carneiro                  | MDB     | 6.483   | 0,92%      | Palmares               | Pernambuco         |
| Antônio Luiz Filho               | ARENA   | 6.460   | 0,91%      | Recife                 | Pernambuco         |
| Suetone Alencar                  | ARENA   | 6.450   | 0,91%      | Salgueiro              | Pernambuco         |
| Nelson Ambrosio da Silva         | ARENA   | 6.346   | 0,90%      | Taquaritinga do Norte  | Pernambuco         |
| Francisco Sampaio Filho          | ARENA   | 6.095   | 0,86%      | Salgadinho             | Pernambuco         |
| Edmir Régis de Carvalho          | ARENA   | 6.061   | 0,86%      | Timbaúba               | Pernambuco         |
| Joaquim Pereira Lima             | ARENA   | 6.007   | 0,85%      | Floresta               | Pernambuco         |
| José Petribu                     | ARENA   | 5.969   | 0,84%      | Rio de Janeiro         | Rio de Janeiro     |
| Egídio Ferreira Lima             | MDB     | 5.808   | 0,82%      | Timbaúba               | Pernambuco         |
| Inaldo Ivo Lima                  | MDB     | 5.783   | 0,82%      | Angelim                | Pernambuco         |
| Liberato Costa Júnior            | MDB     | 5.724   | 0,81%      | Recife                 | Pernambuco         |
| José Soares de Andrade           | ARENA   | 5.701   | 0,80%      | Gravatá                | Pernambuco         |
| José Inácio da Silva (Zé Inácio) | ARENA   | 5.664   | 0,80%      | Brejo da Madre de Deus | Pernambuco         |
| Aloísio Pinto                    | ARENA   | 5.502   | 0,78%      | Palmeirina             | Pernambuco         |
| José Ferreira de Amorim          | ARENA   | 5.464   | 0,77%      | Caetés                 | Pernambuco         |
| Jacques Ferreira Lima            | MDB     | 5.434   | 0,77%      | Nazaré da Mata         | Pernambuco         |
| Vital Novaes                     | ARENA   | 5.421   | 0,77%      | Tupanatinga            | Pernambuco         |
| Edgar Moury                      | ARENA   | 5.406   | 0,76%      | Recife                 | Pernambuco         |
| Carlos Veras                     | ARENA   | 5.382   | 0,76%      | Pombos                 | Pernambuco         |
| Francisco Heráclio               | ARENA   | 5.372   | 0,76%      | Limoeiro               | Pernambuco         |
| Audálio Tenório                  | ARENA   | 5.366   | 0,76%      | Verdejante             | Pernambuco         |
| Fernando Lyra                    | MDB     | 5.310   | 0,75%      | Recife                 | Pernambuco         |
| José Mendonça Bezerra            | ARENA   | 5.276   | 0,74%      | Belo Jardim            | Pernambuco         |
| Olímpio Mendonça                 | ARENA   | 5.119   | 0,72%      | Toritama               | Pernambuco         |
| Apolinário Siqueira              | ARENA   | 5.074   | 0,72%      | Pesqueira              | Pernambuco         |
| Antônio Heráclio                 | ARENA   | 5.048   | 0,71%      | Bom Jardim             | Pernambuco         |
| Romão Sampaio                    | ARENA   | 4.925   | 0,69%      | Salgueiro              | Pernambuco         |
| Nivaldo Machado                  | ARENA   | 4.806   | 0,68%      | Olinda                 | Pernambuco         |
| Luís de Andrade Lima             | MDB     | 4.781   | 0,67%      | Quixaba                | Pernambuco         |
| Edgard Lins Cavalcanti           | ARENA   | 4.776   | 0,67%      | Glória do Goitá        | Pernambuco         |
| Nilson Leal                      | ARENA   | 4.675   | 0,66%      | Sirinhaém              | Pernambuco         |
| Sebastião Inácio Neto            | ARENA   | 4.533   | 0,64%      | Recife                 | Pernambuco         |
| Dorany Sampaio                   | MDB     | 4.172   | 0,59%      | Recife                 | Pernambuco         |
| Lívio Valença                    | MDB     | 4.001   | 0,56%      | Capoeiras              | Pernambuco         |
| Harlan Gadelha                   | MDB     | 3.955   | 0,56%      | Goiana                 | Pernambuco         |
| Waldemar Borges Filho            | MDB     | 3.917   | 0,55%      | Recife                 | Pernambuco         |
| Mário de Melo                    | MDB     | 3.546   | 0,50%      | Recife                 | Pernambuco         |
| Geraldo Pinho Alves              | MDB     | 3.482   | 0,49%      | Olinda                 | Pernambuco         |
| Clóvis Jatobá                    | MDB     | 3.375   | 0,48%      | Igarassu               | Pernambuco         |